# Кузнець Яків Мефодійович
Яків Мефодійович Кузнець (30 квітня 1906, Горенка — 20 липня 1983, Київ) — державний і громадський діяч радянської України, Заслужений меліоратор Української РСР, активний учасник партизанського руху в Україні під час радянсько-німецької війни 1941—1945 років.. Член ЦК КПУ в 1954—1956 р.

## Життєпис
Народився 30 квітня 1906 року в селі Горенці. Батько, Мефодій Якович, працював лісничим в Межигирскому лісництві, а у 1907 р. загинув в лісі під час грози. Мати, Євдокія Степанівна, уродженка села Димер Київської губернії, залишилася з чотирма малими дітьми.
З 1919 по 1921 роки працював лісорубом Межигірського лісництва Пущі-Водиці на будівництві вузькоколійної залізниці Київ―Святошино―Лютеж. З 1921 по 1923 роки працював наймитом у сільському господарстві. Одночасно, в 1923 році закінчив семирічну пущанську школу. Тоді ж отримав направлення на навчання в Київську меліоративну профшколу, яку закінчив в 1925 році. Пропрацювавши районним меліоратором в Кричевському районі, отримав путівку на навчання в Київський меліоративний інститут, який закінчив в 1930 році. Був направлений на роботу в «Дніпробуд» міста Запоріжжя, де працював на бетонуванні Дніпрогеса. Звідти був призваний на дійсну службу в Червону армію. Після закінчення строку служби повернувся в Київ.
У 1936 р., коли на базі проектного бюро будівельного тресту «Укрмеліотрест» та проектної групи Київської облгідромеліоконтори було створено контору «Гідромеліопроект», був призначений її керівником. Працював начальником управління меліорації Наркомату земельних справ Української РСР.
Член ВКП(б) з 1940 року.
15 червня 1941 року був мобілізований до Червоної Армії. Служив у 506-му гаубичному полку 139 стрілецької дивізії. Потрапив в Уманське оточення, був у полоні, повернувся до Києва.
З жовтня 1941 року — підпільник у рідному селі Горенка. У березні 1943 року організував місцевий Київський партизанський загін, який у вересні 1943 приєднався до кавалерійського з'єднання Михайла Наумова. З 12 грудня 1943 року — начальник штабу кавалерійського з'єднання Михайла Наумова. 6 вересня 1944 року десантований в Угорщину, командир Угорського партизанського загону, який діяв 40 км західніше міста Мішкольц. Потім був командиром окремого партизанського загону в диверсійній бригаді імені Кутузова у Чехословаччині.

Могила Якова Кузнеця та його родини, Байкове кладовище

У післявоєнні роки (до 1953 року) працював начальником управління меліорації, начальником головного управління іригації і осушувальної меліорації Наркомату земельних справ Української РСР, заступником начальника Головводгоспу, директором проєктного інституту «Укрдіпроводбавовни» (на 1952 рік), керуючим тресту «Укрводпроєкт» Міністерства сільського господарства Української РСР.
У листопаді 1953 — 1968 роках — начальник управління будівництва «Укрводбуд»; директор Українського державного проєктно-розвідувального і науково-дослідного інституту «Укрдіпроводгосп».
З 1968 року — персональний пенсіонер союзного значення. Проживав у Києві, де й помер 20 липня 1983 року. Похований разом з родиною на Байковому кладовищі.

### Родина
- Брат — лікар-дерматолог, венеролог, доктор медичних наук Михайло Кузнець (1900—1959).
- Син — інженер, голова правління Асоціації інженерів енергоефективних технологій України Олександр Кузнець (1935—2021).

## Нагороди
- орден Леніна
- два ордени Трудового Червоного Прапора (26.02.1958,)
- орден «Знак Пошани»
- орден Вітчизняної війни 1-го ст.
- два ордени Червоного Прапора
- польський орден «Золотий Хрест»
- медалі
- Почесна грамота Президії Верховної Ради Української РСР (1962)
- заслужений меліоратор Української РСР (12.01.1968)

## Мемуари
- Кузнець Я. М. Ми йдемо на бій. — К., Політвидав, 1976.
- Кузнець Я. М. От Днепра до Сана. — К., Політвидав, 1981.